# Kim Yo-han
Kim Yo-han (in coreano 김요한; Gwangju, 16 agosto 1985) è un pallavolista sudcoreano.
Gioca nel ruolo di schiacciatore nei KB Stars.

## Carriera
La carriera di Kim Yo-han inizia a livello scolastico e prosegue successivamente con la Inha University; nel 2006, non ancora professionista, viene convocato per la prima volta nella nazionale sudcoreana, vincendo la medaglia d'oro ai XV Giochi asiatici. Fa il suo esordio da professionista nella V-League sudcoreana coi LIG Greaters nella stagione 2007-08, centrando subito la finale di Coppa KOVO, mentre nella stagione successiva viene premiato come rising star del campionato; con la nazionale vince la medaglia di bronzo al campionato asiatico e oceaniano 2009, competizione nella quale viene premiato come miglior realizzatore e miglior servizio del torneo.
Nel campionato 2009-10 viene premiato come MVP del mese di dicembre, mentre con la nazionale vince altre due medaglie di bronzo: la prima nel 2010 ai XVI Giochi asiatici, mentre la seconda arriva al campionato asiatico e oceaniano 2011, ricevendo anche il premio di miglior servizio. Nel campionato 2011-12 le sue prestazioni gli valgono ben due diversi premi di MVP, mentre nell'annata successiva arriva la vittoria del primo trofeo della sua carriera grazie al successo in Coppa KOVO, venendo anche premiato come MVP del torneo.

## Palmarès

### Club
- Coppa KOVO: 1

2012

### Nazionale (competizioni minori)
- Giochi asiatici 2006
- Giochi asiatici 2010

### Premi individuali
- 2009 - V-League: Rising star
- 2009 - Campionato asiatico e oceaniano: Miglior realizzatore
- 2009 - Campionato asiatico e oceaniano: Miglior servizio
- 2010 - V-League: MVP di dicembre
- 2011 - Campionato asiatico e oceaniano: Miglior servizio
- 2012 - V-League: MVP dell'All-Star Game
- 2012 - V-League: MVP 6º round
- 2012 - Coppa KOVO: MVP